# コネクショニズム
コネクショニズム（connectionism）とは、人工知能研究においてニューラルネットワークモデルに基づいた知能体を実現・実装する立場のこと。あるいは認知科学・心理学において、同モデルでのシミュレーションなどの研究手法によって人間の認知や行動をモデル化しようとする立場のことである。コネクショニズムモデルに基づいた研究アプローチを取る研究者をコネクショニスト（connectionist）という。
例えば1980年代のデビッド・ラメルハートとジェームズ・マクレランドによるPDPモデル（並列分散処理）の研究はその代表的なものの1つである。

## 概説
コネクショニズムの知能体の特徴は、学習の方式である。コネクショニズムの知能体へは、前もってカテゴリの分類基準を与えたり、前もって作業手順を与えておく必要はない。いわゆる人間の成人が持っている"概念体系"や"常識作法"に相当するものを事前に与えておく必要はない。コネクショニズムの知能体は、最初は"白紙"の状態であり、多数の事例を与えられ、"経験"することで、自らゆっくりと「学習」してゆく。
コネクショニズムは、人間の中枢神経系（なかでもニューロン）での情報処理を抽象化して、擬似ニューロンを構築し、それを層状に多数集めることで知能体を構築する。それはソフトウェアで擬似的に実現する場合もあれば、ハードウェアで実現する場合もある。そのようにして制作した知能体に"経験"を繰り返し与えると、多数の擬似ニューロンが、互いに結合したり、その結合度の値（パラメータ）を次第に変化させてゆく。コネクショニズムの知能体は、最初はあまり正しい反応を示すわけではなく、間違いも犯すが、ある程度の回数の経験を経た後に、次第に知能的な反応が現れる率が増えてゆく。
このシステムにおいては、いわゆる“知識”や“経験知”は、知能体全体の挙動として現れるのであり、多数の擬似ニューロンのパラメータ全部がそれを支えている。逐次実行型のPCのプログラムのように「記号」や「文字列」として物理的にどこかの局所一箇所にだけ存在しているわけではない。コネクショニズムの知能体が学習した状態を説明しようとしても、もはやそれは人間が日常的に用いている言葉や文章で離散的に簡潔に表現できるようなものではない。例えば1000個の擬似ニューロンで作動している知能体があったとして、あえてそれの学習状態を記述しようとしたならば、1000個分の擬似ニューロンのパラメータ（数字）を全て列挙する必要があろう。仮にそのような多数の数字の羅列を目前に提示されたとしても、人間にとってはどのような状態なのか直感的に理解できるものではない。
コネクショニズム出現以前の、離散的な記号論理の上に人工知能を構築する手法が真似ようとしているのが、言うなれば人間が通常時意識レベルで感じている心像（シンボル、文字、数字など）のレベルであるとするならば、このコネクショニズムの手法が真似ようとしているのは、人間の「脳」のレベルの物理的な挙動である、と言えよう。

## 歴史
1957年、フランク・ローゼンブラットがパーセプトロンを考案。
1969年、マービン・ミンスキーとシーモア・パパート、『パーセプトロン』を発表。この著作の中で彼らは、単純パーセプトロンが線形分離不可能なパターンを識別できない事を指摘。第1次のニューラルネット・ブームの火消し役となった。
1982年、ジョン・ホップフィールド (J.J. Hopfield) によってホップフィールド・ネットワーク (Hopfield network) が発表され、第2次ニューラル・ネットワーク・ブームの火付け役となった。
1986年、デビッド・ラメルハートとジェームズ・マクレランドらによりまとめられた並列分散処理（PDP）モデルは、バックプロパゲーションという方法を取り入れ、かつてミンスキーらに指摘された単層パーセプトロンが線形分離不可能なパターンを識別できないという難点を克服する方法を示すことで、その後のブームに大きな役割を果たした。
こうして1980年代、人工知能研究の分野でコネクショニズムの手法を採る研究者の割合が急速に増え、いわばブームとも言えるような状況も起きた。
その後、ニューラルネットワークの技術も進歩し、普及してきている。もはや研究室の中だけのものではない。
なお、「コネクショニズム（結合主義）」という呼称については、刺激と反応の結合によって学習を説明した心理学者エドワード・ソーンダイクの理論的立場を指して用いられたのが、その先駆けである。

## 関連書籍
- エルマン他 Rethinking Innateness: A connectionist perspective on development. MIT Press, 1996. （乾 他訳『認知発達と生得性―心はどこから来るのか』共立出版, 1998. ）